# Wadō

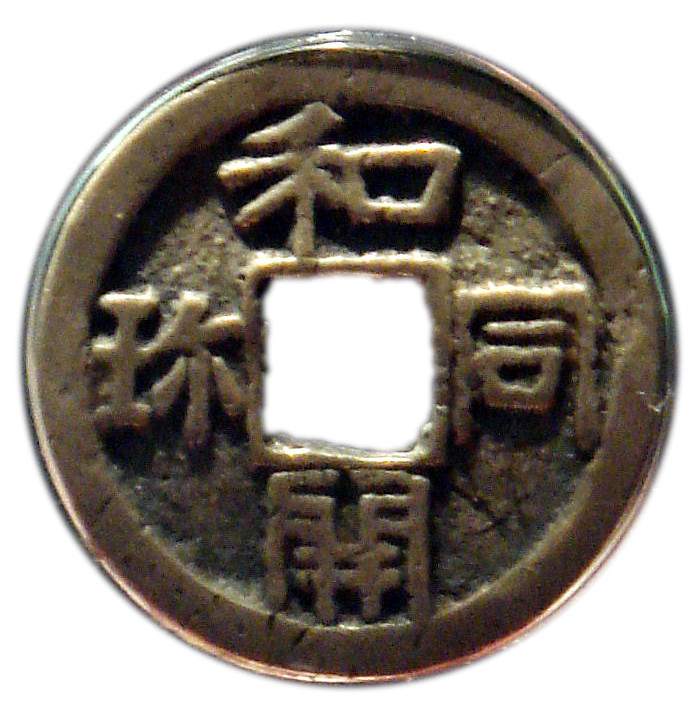
Wado Kaichin moneda Japón del.

La era Wadō (和銅?) fue una era japonesa (年号 nengō?) posterior a la era Keiun y anterior a la era Reiki que abarcó del año 708 al 715. El emperador gobernante fue Gemmei-tennō (元明天皇?).

## Cambio de era
- 708 Wadō gannen (和銅元年?):  La era Wadō (que significa «cobre japonés») fue creado por el descubrimiento de ese metal en la provincia de Musashi. La era anterior terminó y comenzó la nueva la primavera de Keiun 5, el undécimo día del primer mes del año 708.[2]

La era Wadō es famosa por la moneda wadokaiho/wadokaichin (和同開珎?), la cual es reconocida como la primera divisa japonesa.

## Eventos en la eraWadō
- 5 de mayo de 708 (Wadō 1, undécimo día del cuarto mes): Una muestra del recién descubierto cobre de Musashi es presentado ante la corte Gemmei.[3]
- 708 (Wadō 1, tercer mes): Fujiwara no Fuhito (藤原不比等?) es nombrado Udaijin.  Iso-kami Marō es nombrado Sadaijin.[4]
- 709 (Wadō 2, tercer mes): Revuelta en las provincias de Mutsu y Echigo en contra del gobierno. Inmediatamente tropas son enviadas para combatirla.[4]
- 709 (Wadō 2, quinto mes): Arribo de embajadores provenientes de Silla para ofrecer tributo.[5]
- 710 (Wadō 3, tercer mes):  La Emperatriz Gemmei establece su residencia oficial en Nara.[4]
- 711 (Wadō 4, tercer mes): se publica el Kojiki en tres volúmenes. esta obra presenta la historia de Japón desde un periodo mitológico en el que las deidades reinan hasta el 28.º día del primer mes del quinto año del reinado de la Emperatriz Suiko (597).[4]
- 712 (Wadō 5): La provincia de Mutsu es separada de la provincia de Dewa.[4]
- 713 (Wadō 6): Comienza la compilación del Fudoki. La intención de esta obra era describir todas las provincias, ciudades, montañas, ríos, valles y planicies, además de fungir como un catálogo de las plantas, árboles, pájaros y mamíferos de Japón. También contendría la información más importante de los eventos sucedidos desde tiempos antiguos.[4]